# Tre corone (letteratura)
Con tre corone (anche tre corone fiorentine) si intende il modello della letteratura italiana, tipicamente dell'età moderna, costituito da Dante Alighieri, Francesco Petrarca e Giovanni Boccaccio, il cui stile venne imitato dai letterati successivi poiché considerato come apice di purezza poetica e linguistica.
Emerso dapprima all'interno del dibattito della questione della lingua, il modello delle tre corone si affermò grazie a Pietro Bembo, che lo propugnava per permettere l'affermazione del volgare fiorentino trecentesco come lingua letteraria, prendendo come riferimento Boccaccio per la prosa e Petrarca per la poesia, mettendo invece Dante da parte pur riconoscendone l'importanza. Grazie al processo imitativo nei confronti delle tre corone la lingua italiana si è evoluta così come è oggi conosciuta.

## Storia
Tra la fine del XIII e l'inizio del XIV secolo si affermò in ambito letterario, soprattutto grazie alle opere di Dante, Boccaccio e Petrarca (ma non solo), il volgare fiorentino, complice anche la posizione di sempre maggior prestigio della città di Firenze, soppiantando man mano il latino come lingua letteraria in Italia anche grazie all'ascesa della borghesia, di solito non colta nel latino e fautrice di un linguaggio più semplice. Con la formazione delle signorie si sviluppò inoltre il mecenatismo, e molti letterati, considerando le opere dei fiorentini trecenteschi come il massimo vertice letterario raggiungibile ("corone" in riferimento all'incoronazione poetica), li elessero a propri modelli di riferimento, usandone quindi le tematiche e soprattutto la lingua.
Iniziò un vero e proprio culto della personalità letterario nei confronti dei tre letterati, e la prima menzione del termine "tre corone" si trova nel romanzo Il Paradiso degli Alberti di Giovanni Gherardi (1425). La vera svolta arrivò tuttavia col lavoro del cardinale Pietro Bembo, che nelle sue Prose della volgar lingua stabilì definitivamente, nel dibattito cinquecentesco della questione della lingua, la supremazia letteraria delle tre corone, in particolare Petrarca per la poesia e Boccaccio per la prosa (mentre invece Dante, pur molto importante, possedeva uno stile letterario a tratti "impuro" e quindi ritenuto da Bembo non consono ad essere imitato).
Le tre corone fiorentine rimasero un punto di riferimento per i letterati italiani per tutta l'età moderna, fino ad arrivare al movimento neoclassicista.

## Altri modelli
Durante il Rinascimento vennero proposti anche modelli alternativi di "tre corone", che spesso escludevano lo "scandaloso" Boccaccio.
Esempi ne sono:
- Dante (poesia morale), Petrarca (poesia riflessiva), Cino da Pistoia (poesia amorosa);[5]
- Dante (teologia), Petrarca (poesia), Giotto (pittura).[5]

Altre "tre corone", stavolta di stampo interamente rinascimentale e moderno, erano Matteo Maria Boiardo, Ludovico Ariosto e Torquato Tasso.